# آب‌انبار تودشک چو
آب‌انبار تودشک چو مربوط به دوره پهلوی است و در شهرستان اصفهان، بخش کوهپایه، محله تودشکچو واقع شده و این اثر در تاریخ ۲۲ مرداد ۱۳۸۴ با شمارهٔ ثبت ۱۳۰۸۳ به‌عنوان یکی از آثار ملی ایران به ثبت رسیده است.